# Aethesoides allodapa
Aethesoides allodapa är en fjärilsart som beskrevs av Józef Razowski 1986. Aethesoides allodapa ingår i släktet Aethesoides och familjen vecklare. Inga underarter finns listade i Catalogue of Life.